# Cretoperipatus burmiticus
Als  Cretoperipatus burmiticus  bezeichnet man eine ausgestorbene Art der Stummelfüßer (Onychophora), die sich in kreidezeitlichem Bernstein aus dem südostasiatischen Myanmar erhalten hat. Sie ist die einzige aus dem Erdmittelalter (Mesozoikum) bekannte Art dieser Tiergruppe und kann bereits einer der beiden modernen Familien, den Peripatidae, zugeordnet werden.
Cretoperipatus burmiticus wurde erstmals im Jahre 2002 durch die Paläontologen David. A. Grimaldi und Michael S. Engel beschrieben;  der Gattungsname setzt sich aus den Bestandteilen creto für die erdgeschichtliche Periode der Kreidezeit und peripatus für die Typgattung der Peripatidae zusammen; das Artepithet burmiticus bezieht sich auf den Namen der Bernstein-Varietät Burmit, in der das Fossil gefunden wurde.

## Merkmale
Nur die Vorderhälfte des Tieres ist erhalten, während der hintere Teil vermutlich verrottet ist. Fünf Beinpaare sind sichtbar, die eine gegenüber modernen Arten einzigartige Fußstruktur erkennen lassen.
Der von kleinen Ausbuchtungen, den Papillen, umgebene Mund, in dem auch die Kiefer lagen, befindet sich wie bei heutigen Stummelfüßern auf der Bauchseite des Tieres. Der davor gelegene Abschnitt des Kopfes wurde beim Einschluss in Bernstein verzerrt und ist nur unzureichend zu erkennen; Antennen und Mundpapillen waren aber vermutlich vorhanden.
Die Hautoberfläche ist von zahlreichen warzenförmigen Erhebungen bedeckt und fein geringt, wobei auf ein Segment ungefähr zwölf  vollständige Ringe kommen, die seitlich nicht ineinander laufen. Der Abstand des zweiten und dritten Beinpaares beträgt 0,69 Millimeter, der Abstand des dritten und vierten 0,77 Millimeter.
Am Beinansatz befindet sich jeweils eine Öffnung, die Nephridiopore, an welcher der als Nephridiodukt bezeichnete Ausführungskanal mündet, durch den Erzeugnisse der Nephridien genannten Ausscheidungsorgane an die Umwelt abgegeben werden konnten. Coxalorgane oder Cruraldrüsen, spezielle Organe, die bei vielen modernen Stummelfüßern in den Beinen vorhanden sind, lassen sich nicht ausmachen. Körpernah (basal) ist das Bein mit fünf Papillen bedeckt, von denen allerdings zwei nur schwach entwickelt sind. Zum Fußende hin befinden sich drei verhärtete Kissen, von denen das körperfernste (distale) etwas kleiner ist als die beiden anderen. Neben den zwei langen, kräftigen und gekrümmten Klauen ist eine distal gelegene Papille vorhanden. Die gesamte Länge des Fußes beträgt 0,15 Millimeter.
Das Geschlecht des einzigen bekannten Individuums ist unbekannt.

## Fundeigenschaften
Cretoperipatus burmiticus wurde in einer Burmit genannten Bernstein-Variante nahe dem Hügel Noije Bum gefunden, der seinerseits 32 Kilometer südwestlich des Dorfes Tanai im Bundesstaat Kachin von Myanmar liegt.
Das Fossil entstand vermutlich nahe dem Übergang von der unteren zur oberen Kreidezeit vor etwa 100 Millionen Jahren. Damals lag die Region zwischen dem 10. und 15. Breitengrad nördlicher Breite, so dass Cretoperipatus burmiticus wohl in tropischen Verhältnissen lebte. Der Bernstein entstand durch Aushärten des Baumharzes von Nadelholzgewächsen (Pinophyta), vermutlich aus der Familie der Zypressengewächse (Cupressaceae); vielleicht handelte es sich sogar um nahe Verwandte der heutigen Urweltmammutbäume (Metasequoia).
Der Holotyp der Art und zugleich das einzige bekannte Exemplar wird heute im American Museum of Natural History in New York aufbewahrt.

## Systematische Einordnung
An der Zuordnung des Fossils zu den Stummelfüßern besteht kein ernsthafter Zweifel. Die Autoren gehen sogar davon aus, dass die Art bereits der modernen Familie der Peripatidae zuzuordnen ist. Dies würde bedeuten, dass sich die Aufspaltung der Stummelfüßerlinie in die zwei modernen Familien bereits vor mehr als 100 Millionen Jahren ereignet haben müsste – ein Resultat, das gut mit biogeografischen Überlegungen zusammenpasst. Andererseits lässt sich Cretoperipatus burmiticus noch keiner der modernen Gattungen zuordnen.
Aufgrund ihrer zeitlichen Einordnung schließt die Art eine Lücke zwischen der ersten, eindeutig den Stummelfüßern zugehörigen Art Helenodora inopinata aus der erdgeschichtlichen Periode des Karbon und zwei tertiären Arten, Succinipatopsis balticus und Tertiapatus dominicanus, die aus dem Eozän beziehungsweise Miozän bekannt sind. Dennoch liegen zwischen Helenodora inopinata und Cretoperipatus burmiticus mehr als 200 Millionen Jahre Erdgeschichte, so dass die fossile Überlieferung der Stummelfüßer nach wie vor äußerst lückenhaft ist; die angesprochenen vier Arten bilden denn auch zusammen bereits den gesamten bekannten Fossilienbestand.